# ひばりが丘駅
ひばりが丘駅（ひばりがおかえき）は、北海道札幌市厚別区厚別南1丁目にある札幌市営地下鉄東西線の駅。駅番号はT18。駅名は付近に造成されたひばりが丘団地に由来し、公募で命名されたものである。

## 歴史
- 1982年（昭和57年）3月21日：白石駅 - 新さっぽろ駅間延伸開業に伴い、設置[1][2]。
- 2008年（平成20年）9月30日：可動式ホーム柵が稼動開始[3]

## 駅構造
2面2線の相対式ホーム。当駅の新さっぽろ方で東車両基地への出入庫線2線が分岐しており、旅客用ホームからは見えないが乗務員専用の相対式ホーム2面が旅客用ホームの南側（2番線ホームの裏）に隣接している。地下1階部分は回送線および回送専用ホーム上を通るため利用者の割にコンコースが広くなっている。改札機は4台しかなく、時間によっては混雑する。出口は南郷通沿いに4ヶ所あり、1番出入口付近にエレベーターを設置、2番出入口は東西線乗務区に直結する。

### のりば
| ホーム | 路線   | 行先             |
| ------ | ------ | ---------------- |
| 1      | 東西線 | 新さっぽろ方面   |
| 2      | 東西線 | 大通・宮の沢方面 |

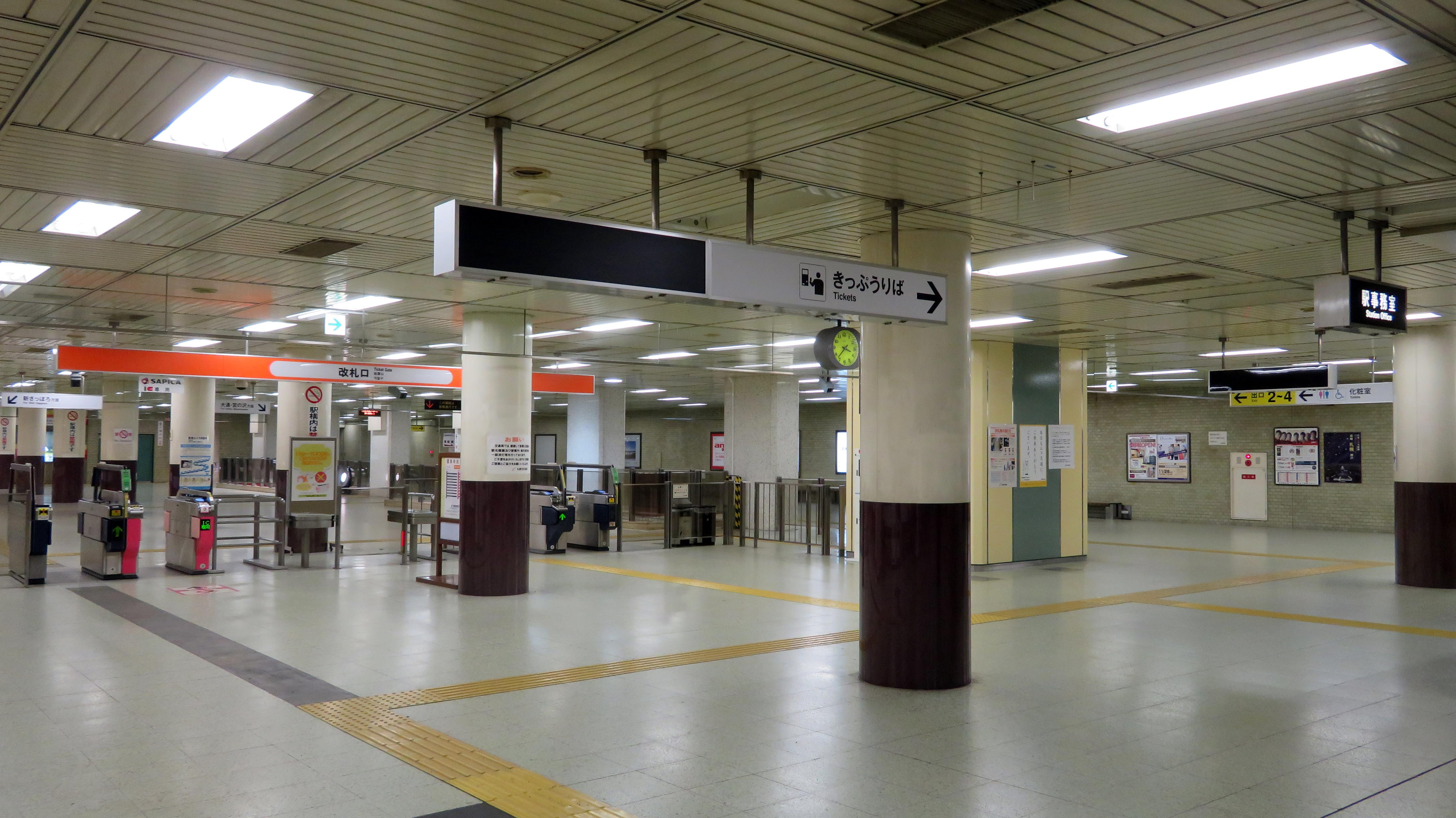
改札口
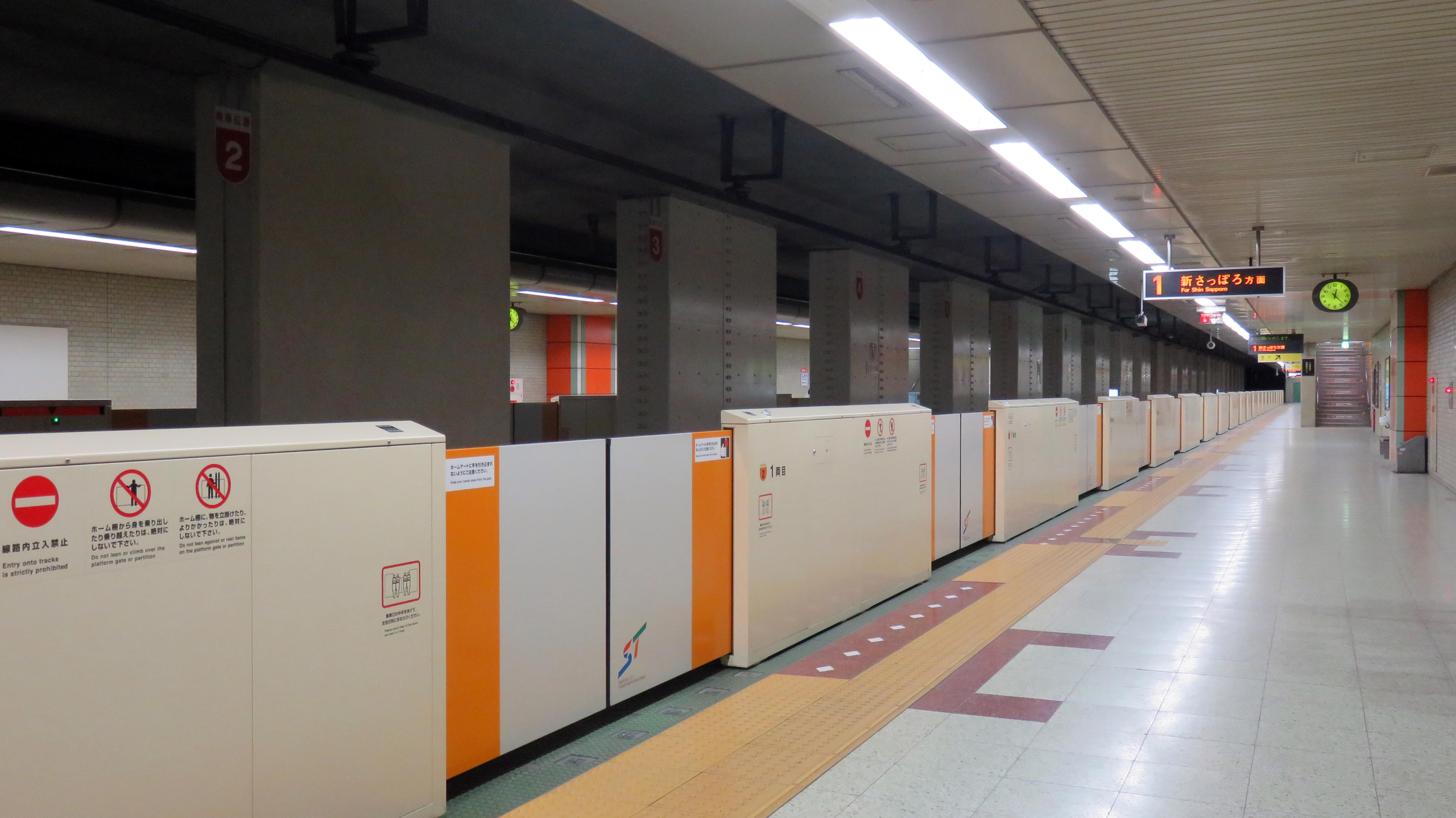
ホーム
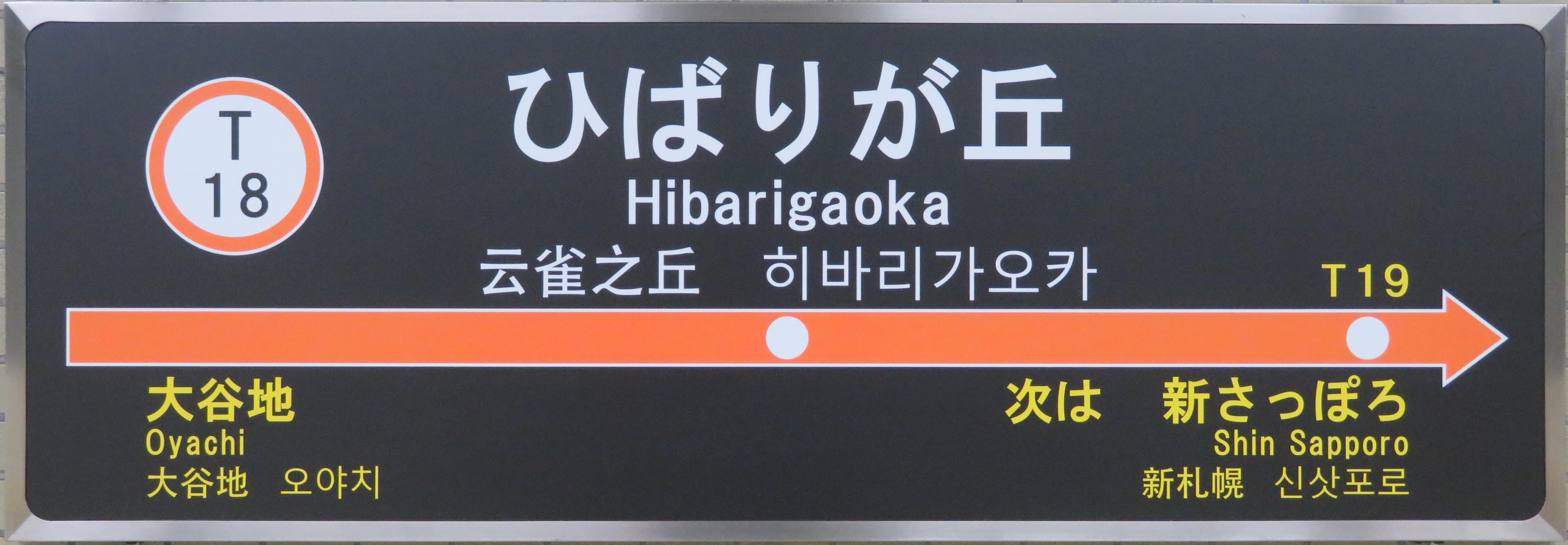
駅名標

## 利用状況
札幌市交通局によると、2020年度の一日平均乗車人員は4,158人であった。東西線の駅では最少。
| 年度   | 1日平均 乗車人員 | 出典  |
| ------ | ---------------- | ----- |
| 2008年 | 4,406            | [ 4 ] |
| 2009年 | 4,355            | [ 4 ] |
| 2010年 | 4,374            | [ 4 ] |
| 2011年 | 4,418            | [ 4 ] |
| 2012年 | 4,538            | [ 4 ] |
| 2013年 | 4,643            | [ 4 ] |
| 2014年 | 4,759            | [ 5 ] |
| 2015年 | 4,883            | [ 6 ] |
| 2016年 | 4,988            | [ 6 ] |
| 2017年 | 5,062            | [ 6 ] |
| 2018年 | 5,122            | [ 7 ] |
| 2019年 | 5,106            | [ 7 ] |
| 2020年 | 4,158            | [ 8 ] |

## 駅周辺
住宅街に位置しており駅直近にはいくつかの飲食店・食料品店がある程度で大規模商業施設はない。国道12号までは約400mある。
- 国道12号
- 厚別警察署ひばりが丘交番
- 厚別ひばりが丘郵便局
- 札幌市立ひばりが丘小学校
- 札幌市立共栄小学校
- 札幌市立厚別南中学校
- 馬場公園
- ひばりが丘タウンプラザ - スーパーアークスイースト店、ユニクロひばりが丘タウンプラザ店、もりもと厚別ひばりが丘店で構成されている中規模郊外商業ゾーン。
- ホーマック本社BSC（総本店 兼 本社オフィス）
- 北のたまゆら 厚別

## バス路線
2025年（令和7年）4月1日現在。
- 北海道中央バス（白石営業所）[9]
  - 白27 山本線 山本四区行・白陵高校行、新さっぽろ駅（新札幌バスターミナル）行
- 厚別ふれあい循環バス対策検討会（札幌観光バス）[10][11]
  - 厚別ふれあい循環バス 新さっぽろ駅・厚別駅方面

このほか、国道12号沿いにジェイ・アール北海道バス空知線と夕張鉄道の「旭町」停留所があり、札幌都心方面などの発着がある。

## その他
- 当駅で乗務員の交代が行われる。
- 東車両基地に出入庫する回送車両は当駅と東車両基地の間でAVC（その区間内で自動回送を行うシステム）による無人運転を行う。また職員の移動のための地下通路もあるが、距離が約1.3kmもあるため自転車での移動が可能になっており、自転車置場も設けられている[14]。
- 駅スタンプはひばりが丘駅のイニシャルHの中に馬場公園にある旧馬場農場のサイロが描かれている[15]。

## 隣の駅
札幌市営地下鉄
 東西線
大谷地駅 (T17) - ひばりが丘駅 (T18) - 新さっぽろ駅 (T19)